# Zum kleinen Fisch
Zum kleinen Fisch ist eine deutsche Krimiserie, die 1977 im Vorabendprogramm des ZDF lief. Die Serie, in der ein pensionierter Kommissar ein Bistro betreibt und zusätzlich hilft Kriminalfälle aufzuklären, spielt an der französischen Mittelmeerküste.

## Handlung
Der Kriminalkommissar René Dullac aus Marseille fährt zur Beerdigung seines Onkels ins Fischerdorf Bichet. Dort ist der Besitzer eines Bistros und mehrerer Weinberge unter rätselhaften Umständen gestorben. Dullac ist der Haupterbe und wird zunächst von den Gendarmen vor Ort des Mordes verdächtigt. Nachdem er seine Unschuld bewiesen hat, lässt Dullac sich pensionieren und will das Leben nun als Bistrobesitzer genießen, wobei er von Paulette und Nicole umsorgt wird. Obwohl er schwört, sich nie wieder um Kriminalfälle zu kümmern, hilft er der örtlichen Gendarmerie immer wieder bei der Arbeit.

## Hintergrund
Schauplatz für die Dreharbeiten im Frühsommer 1976 war zwölf Wochen das Fischerdorf Collioure am Golfe du Lion zwischen Port Bou an der spanisch-französischen Grenze und Perpignan. Als Bistro Zum kleinen Fisch wurde das noch heute existierende Le San Vicens in Collioure ausgewählt. Koproduzent war bei dieser Reihe das französische Fernsehen.

## Episoden
1. Die Erbschaft
2. Amselpasteten
3. Schwarzer Calvados
4. Mord ohne Leiche
5. Die Unfallserie
6. Dynamit
7. Die Wette
8. Gepanschter Wein
9. Grüner Afghan
10. Ehestreik
11. Höchste Geheimstufe
12. Brandstiftung
13. Späte Folgen